# Arales
Arales Juss. & J.Presl, 1820 è un ordine di piante angiosperme monocotiledoni contemplato dal Sistema Cronquist, non riconosciuto dalla moderna classificazione APG.

## Tassonomia
Il sistema Cronquist assegnava all'ordine Arales due famiglie:
- Araceae
- Lemnaceae

La famiglia delle Lemnaceae non viene riconosciuta dalla classificazione APG che incorpora i generi relativi nella famiglia delle Araceae (sottofamiglia Lemnoideae), appartenente all'ordine Alismatales.
Alle Araceae veniva attribuito anche il genere Acorus, attualmente segregato in una famiglia a sé stante (Acoraceae).